# Saison 2 de Zorro (série télévisée, 1990)
Chronologie
Saison 1 de Zorro Saison 3 de Zorro
Cet article présente le guide des épisodes de la deuxième saison de la série télévisée Zorro de 1991.

## Distribution

### Rôles principaux
- Duncan Regehr (VF : Patrick Laval) : Don Diego de la Vega / Zorro / Le grand-père (dans le double épisode 22 et 23)
- Patrice Martinez (créditée en tant que Patrice Camhi) (VF : Malvina Germain) : Victoria Delgado / Victoria Escalante
- James Victor (VF : Roger Carel) : Sergent Jaime Mendoza
- Juan Diego Botto : Felipe
- Henry Darrow : Don Alejandro de la Vega
- Michael Tylo (VF : Jean Barney) : Alcade Luis Ramon

Efem Zimbalist, Jr. est remplacé par Henry Darrow pour le rôle de Don Alejandro.

### Acteurs invités
- André le Géant : Nestor Vargas (épisode 16)
- Kevin Alber : Charlie Harper (épisode 11)
- Lynsey Baxter : Rosalinda de la Fuente (épisodes 22 et 23)
- Simon Benzakein : Alfonso Escalante (épisode 23)
- Patrice Bissonnette : Porthos (épisodes 24 et 25)
- Gaspar Cano : Figueroa (épisode 2)
- Tabare Carballo : un villageois (épisode 24)
- Sandrine Caron : Simone Dupre (épisodes 24 et 25)
- Robert Case : Don Carlos (épisode 9)
- Paco Catalá : Lancier Perez (épisode 15)
- Nicholas Clay : Vicomte Armand de Jussac (épisodes 24 et 25)
- Gerry Crampton : un sergent (épisodes 22 et 23)
- Michael Culver : Honorio Aragon (épisode 18)
- Warwick Davis : Don Alfonso Figueroa (épisode 20)
- Peter Diamond : Sir Edmond Kendall (épisode 2)
- Vernon Dobtcheff : Andres Bolanos (épisode 18)
- José Gómez Escribano : Dimitrius (épisode 20)
- Carmen Estevez : une voyageuse (épisode 24)
- Ramon Estevez : Ramon Escalante (épisode 23)
- Fish : Daniel Nielson (épisode 21)
- Miguel de Grandy : Bernardo de la Paz (épisode 17)
- Oliver Haden : Grey Wing (Aile grise) (épisode 8)
- Steven Hartley : Miguel Martinez (épisode 19)
- Chris Humphreys : Sir Miles Thackery (épisode 5)
- George Innes : le Faucon (épisode 13)
- Tony Isbert : Bandit (épisode 4)
- Maxine John : Esther Nielson (épisode 21)
- Jayson Kane : Don Diaz (épisode 6)
- Martino Lazzeri : Carlos de la Paz (épisode 17)
- Lauren Levian : Magdalena Turron (épisode 7)
- Leon Lissek : Don Fernando (épisode 14)
- Roger Lloyd Pack : Carrillo (épisode 15)
- Luis Lorenzo : Caporal Gomez (épisode 5)
- Tony Lucas : Brad Harper (épisode 11)
- Kevork Malikyan : Picotin le valet (épisodes 24 et 25)
- Rudy Marrocco : Enrique Vargas (épisode 16)
- Jessica Marshall-Gardiner : Laura (épisodes 22 et 23)
- Antonio Martinez : le frère de Miguel (épisode 19)
- Doug McClure : Joshua Barnes (épisode 11)
- Andrew McKaige : D'Artagnan (épisodes 24 et 25)
- Tonyo Meléndez : Private Pedro Sanchez (épisode 4)
- Sophie Michaud : Comtesse Amélie de Pérignon (épisodes 24 et 25)
- Ben Miles : José Rivas (épisode 6)
- Deborah Moore : Amanda Herrera (épisode 4)
- Carlos Moreno : Bandit (épisode 17)
- Garfield Morgan (en) : Vice-gouverneur Frasquez (épisode 19)
- Ivan Gonzalez Nieto : Aaron Nielson (épisode 21)
- Phil Nordell : Vicente Torres (épisode 17)
- Cesar Peralta : Citoyen Friez (épisodes 9, 14 et 21)
- Roddy Piper : Bishop (épisode 9)
- Pete Postlethwaite : Bandit (épisode 15)
- Terry Richards : Sanchéz (épisode 3)
- Antonio Ross : Reyes (épisode 13)
- Clive Russell : Capitaine Henry Stark (épisode 3)
- Pablo Scola : Seth Harper (épisode 11)
- Matthew Scurfield : le Commandant Manolo de la Fuente (épisode 23)
- Georgia Slowe : Kinona (épisode 12)
- Rob Spendlove : Alicio Turron (épisode 7)
- Philip Stafford : Sanchez (épisode 2)
- Benedict Taylor : Athos (épisodes 24 et 25)
- Dennis Vaughan : Dr. Hernandez (épisodes 2 et 9)
- Maria Jose Viret : Arcadia (épisode 20)
- Julie T. Wallace : Hermelinda (épisode 18)
- Adam West : Docteur Henry Wayne (épisode 1)
- Jason White : Martinez (épisode 6)
- Les White : un garde du vicomte et un villageois en colère (épisodes 24 et 25)
- Rod Woodruff : Blackfeather (Plume noire) (épisode 12)

## Épisodes

### Épisode 1: Le Marchand de rêves
- États-Unis : 14 septembre 1990 sur The Family Channel.

- Adam West : Docteur Henry Wayne

Un commerçant itinérant se présente à Los Angeles. Le Docteur Henry Wayne propose inventions et potions en tout genre. Attiré par l’agitation autour du chariot, l’alcade s’approche pour observer. Il finit par conclure et annoncer aux personnes présentes que l’homme est un charlatan vendant de la simple pacotille. Piqué au vif, Wayne lui affirme qu’il peut tout inventer, l’alcade n’a qu’à demander et il le lui créera. L’alcade le prend au mot et le défi d’inventer un moyen de piéger Zorro.
À la taverne, le Docteur fait la connaissance de Don Diego et découvre qu’il a également étudié les sciences physiques. Il lui fait part de son problème : créer un moyen d’éliminer Zorro pour l’alcade. Diego accepte de l’aider pour pouvoir le manipuler. Il lui apprend ainsi que Zorro est prévisible et qu’il sera facile à piéger, et finit par l’aiguiller vers l’invention des Frères Montgolfier : la montgolfière.

### Épisode 2: Maître et élève
- États-Unis : 21 septembre 1990 sur The Family Channel.

- Peter Diamond : Sir Edmond Kendall
- Philip Stafford : Sanchez
- Gaspar Cano : Figueroa
- Dennis Vaughan : Dr. Hernandez

La voiture des voyageurs arrive à Los Angeles et un visiteur en descend : Sir Edmond Kendall, chevalier britannique et ancien professeur de Diego. Alors que Mendoza lui demande de payer la taxe d’entrée, Kendall refuse et se bat contre les soldats. Diego intervient et la paye pour lui. Kendall est surpris de voir son meilleur élève aussi passif. Les De La Vega invitent Sir Kendall à l’hacienda et Diego lui demande de ne pas dévoiler son véritable niveau dans la maîtrise de l’escrime. Au pueblo, l’alcade apprenant la présence d’un britannique à Los Angeles en déduit qu’il est là pour espionner et envoie Mendoza chercher des renseignements à la taverne.
Restés seuls à l’hacienda, Diego et Kendall se battent en duel à l’abri des regards mais deux hommes, Sanchez et Figueroa, arrivent et les attaquent. Lors du combat qui suit, l’un est tué et l’autre prend la fuite. Diego apprend ainsi que son professeur est en fuite : alors qu’il donnait des cours en Espagne, plusieurs de ses élèves ont été arrêtés pour activités révolutionnaires. Accusé à tort de complicité, il s’est échappé mais des chasseurs de primes l’ont suivi jusque dans les colonies.
Le chasseur de primes survivant va rendre visite à l’alcade et lui apprend l’existence de la prime de 5 000 pesos pour la vie de Kendall. Très intéressé, l’alcade invite les De la Vega et Sir Kendall à un repas. À leur arrivée, au moment de descendre de voiture, Sir Kendall reçoit une balle en pleine poitrine. Les trois hommes se réfugient dans l’église et demandent le droit d’asile.

### Épisode 3: L'Enlèvement
- États-Unis : 28 septembre 1990 sur The Family Channel.

- Clive Russell : Capitaine Henry Stark
- Terry Richards : Sanchez

Alors que Diego et Alejandro quittent l’hacienda pour se rendre à une vente de bétail, Henry Stark, capitaine du Lion d’or et son équipage de pirates accostent près de Los Angeles. Ils cherchent le trésor des Moonlight mais ayant perdu une partie de ses hommes lors d’une tempête, Stark fait un détour par le pueblo pour enlever des villageois pour aider au transport dudit trésor. Un des pirates part en reconnaissance. Il vole le cheval de l’alcade entraînant ainsi les soldats hors du village. Profitant de leur absence, les autres pirates passent à l'attaque et enlèvent des villageois. Parmi eux se trouvent Victoria et Felipe !

### Épisode 4: La Séductrice
- États-Unis : 5 octobre 1990 sur The Family Channel.

- Deborah Moore : Amanda Herrera
- Tonyo Meléndez : le soldat Pedro Sanchez
- Tony Isbert : Bandit

### Épisode 5: La Leçon d'escrime
- États-Unis : 12 octobre 1990 sur The Family Channel.
- France : 1990 sur Canal+

- Chris Humphreys : Sir Miles Thackery
- Luis Lorenzo : Caporal Gomez

### Épisode 6: Liberté de la presse
- États-Unis : 19 octobre 1990 sur The Family Channel.

- Ben Miles : José Rivas
- Jayson Kane : Don Diaz
- Jason White : Martinez

### Épisode 7: Le Refuge
- États-Unis : 26 octobre 1990 sur The Family Channel.

- Rob Spendlove : Alicio Turron
- Lauren Levian : Magdalena Turron

Un groupe d’hommes voulant toucher la prime est à la poursuite de Zorro. Étant peu doués, Zorro réussit à les faire fuir sans problème. Mais alors qu’il allait ramasser un fouet abandonné par l’un d’eux, il est mordu au bras droit par un serpent à sonnettes. Tentant de rentrer à l’hacienda, il est obligé de s’arrêter ; le venin agissant trop vite, il ne peut plus se tenir en selle. Il finit par trouver refuge dans la grange d’une ferme toute proche.
La ferme appartient à Alicio, l’un des hommes qui le poursuivaient. Pauvre, celui-ci espérait toucher la récompense des 6 000 pesos pour la capture de Zorro et pouvoir ainsi démarrer une nouvelle vie avec sa femme Magdalena. Affaibli par le venin, Zorro se retrouve à la merci de Magdalena quand elle finit par le découvrir fiévreux. Elle décide de l’aider et le cache à son mari mais Alicio finit par s’en apercevoir. De rage, il tente de capturer Zorro, mais malgré son état Zorro le bat facilement de la main gauche. De dépit, il va prévenir l’alcade.
- Lauren Levian (Lauren Levinson) qui joue le rôle de Magdalena Turron est la femme d’Henry Darrow.

### Épisode 8: La Traque
- États-Unis : 2 novembre 1990 sur The Family Channel.

- Oliver Haden : Grey Wing (« Aile grise »)

### Épisode 9: Le Tricheur
- États-Unis : 9 novembre 1990 sur The Family Channel.

- Roddy Piper : Bishop
- Dennis Vaughan : Dr. Hernandez
- Robert Case : Don Carlos
- Cesar Peralta : Citoyen Friez

- L’épisode a été repris dans le n°10 de la série de comics Zorro chez l’éditeur Marvel. Intitulé Broken Heart, Broken Mask! (septembre 1991), le scénariste Ian Rimmer reprend l’histoire d’Eugene Pressman avec David Taylor au dessin, Stuart Bartlett au lettrage et Louise Cassell à la couleur [2].

### Épisode 10: La Brebis galeuse
- États-Unis : 16 novembre 1990 sur The Family Channel.

L’alcade s’est rendu à Santa Barbara pour affaires. Le temps de son absence, il impose un couvre-feu. Mais alors qu’il devait être absent deux jours complets, il revient au pueblo et démontre un comportement troublant : aimable, il augmente la paye de Mendoza, fait des compliments à Victoria et organise une soirée où il invite les caballeros. Diego est persuadé que Ramon mijote un mauvais coup.
- Michael Tylo joue ici deux rôles : celui de l’alcade Luis Ramon et celui de Vincente Ramon.
- L’épisode a été repris dans le n°9 de la série de comics Zorro chez l’éditeur Marvel. Intitulé The Devil You Know! (août 1991), le scénariste Ian Rimmer reprend l’histoire de Philip John Taylor avec David Taylor au dessin, Stuart Bartlett au lettrage et Elian Peters à la couleur[3].

### Épisode 11: Seul contre trois
- États-Unis : 25 novembre 1990 sur The Family Channel.

- Doug McClure : Joshua Barnes
- Tony Lucas : Brad Harper
- Kevin Alber : Charlie Harper
- Pablo Scola : Seth Harper

### Épisode 12: Le Défi de Plume Noire
- États-Unis : 2 décembre 1990 sur The Family Channel.

- Georgia Slowe : Kinona
- Rod Woodruff : Blackfeather (Plume noire)

### Épisode 13: Le Faucon
- États-Unis : 9 décembre 1990 sur The Family Channel.

- George Innes : le Faucon
- Antonio Ross : Reyes

- L’épisode a été librement adapté en roman de littérature jeunesse par l’éditeur Hachette. Il est sorti en 1991 dans la collection Bibliothèque Rose sous le titre : Zorro contre le Faucon (ISBN 978-2-01-018253-2).

### Épisode 14: L'Ombre d'un doute
- États-Unis : 16 décembre 1990 sur The Family Channel.

- Leon Lissek : Don Fernando
- Cesar Peralta : Citoyen Friez

- L’épisode a été repris dans le n°12 de la série de comics Zorro chez l’éditeur Marvel. Intitulé Saints and Sinners (novembre 1991), le scénariste Ian Rimmer reprend l’histoire de Philip John Taylor avec David Taylor au dessin, Stuart Bartlett au lettrage et Louise Cassell à la couleur[4].

### Épisode 15: La Vengeance
- États-Unis : 23 décembre 1990 sur The Family Channel.

- Roger Lloyd Pack : Carrillo
- Pete Postlethwaite : Bandit
- Paco Catalá : Lancier Perez

### Épisode 16: Le Grand Frère
- États-Unis : 6 janvier 1991 sur The Family Channel.

- André le Géant : Nestor Vargas
- Rudy Marrocco : Enrique Vargas

### Épisode 17: Être un homme
- États-Unis : 13 janvier 1991 sur The Family Channel.

- Martino Lazzeri : Carlos de la Paz
- Phil Nordell : Vicente Torres
- Miguel de Grandy : Bernardo de la Paz
- Carlos Moreno : Bandit

### Épisode 18: Le Voleur qui sifflait
- États-Unis : 25 janvier 1991 sur The Family Channel.

- Julie T. Wallace : Hermelinda
- Michael Culver : Honorio Aragon
- Vernon Dobtcheff : Andres Bolanos

### Épisode 19: Le nouvel Alcade
- États-Unis : 27 janvier 1991 sur The Family Channel.

- Garfield Morgan (en) : Vice-gouverneur Frasquez
- Steven Hartley : Miguel Martinez
- Antonio Martinez : le frère de Miguel

### Épisode 20: L'Épée de Charlemagne
- États-Unis : 3 février 1991 sur The Family Channel.

- Warwick Davis : Don Alfonso Figueroa
- Maria Jose Viret : Arcadia
- José Gómez Escribano : Dimitrius

- L’épisode a été librement adapté en roman de littérature jeunesse par l’éditeur Hachette. Il est sorti en 1991 dans la collection Bibliothèque Rose sous le titre : Zorro et l'épée du Cid (ISBN 978-2-01-018255-6).

### Épisode 21: Des sorciers à Los Angeles
- États-Unis : 10 février 1991 sur The Family Channel.

- Fish : Daniel Nielson
- Cesar Peralta : Citoyen Friez
- Maxine John : Esther Nielson
- Ivan Gonzalez Nieto : Aaron Nielson

La famille Nielson, des colons ayant acheté des terres à Luis Ramon, viennent s’installer à Los Angeles. Il s’avère que l’alcade avait monté une arnaque trois ans plus tôt et leur donne finalement une terre stérile et aride. Les De la Vega sont inquiets et aident les nouveaux venus.
- Dans cet épisode, l’alcade annonce que l’action se déroule en 1820 : « Nous sommes en 1820 et plus à l’âge de pierre ».

### Épisode 22: La Forteresse du Diable 1
- États-Unis : 24 février 1991 sur The Family Channel.

- Lynsey Baxter : Rosalinda de la Fuente
- Jessica Marshall-Gardiner : Laura
- Gerry Crampton : un sergent

De nos jours, en 1990, une jeune fille et son grand-père se retrouvent sur les ruines de l’hacienda des De la Vega. Le grand-père se désole, en raison d’un revers financier il a perdu la propriété et une autoroute va bientôt être construite sur les lieux. En faisant découvrir la cachette de Zorro à la jeune fille, ils découvrent un livre écrit par Diego qui raconte une de ses aventures, celle de la Forteresse du Diable.
170 ans plus tôt, un jour d’automne, Victoria se présente à l’hacienda des De la Vega. Elle a reçu un courrier d’un ancien prisonnier de la Forteresse du Diable qui jure que son compagnon de cellule était Alfonso Escalante, le père de Victoria que tout le monde croyait mort lors de la révolution mexicaine. La santé de celui-ci serait très dégradée et son temps serait compté, Diego se propose de s’y rendre en Basse-Californie pour voir le prisonnier enfermé à vie. En cours de route, il sauve une femme d’une attaque de bandits sous l’identité de Zorro : Rosalinda de la Fuente, fille du commandant de la forteresse.
- Duncan Regehr, qui joue Don Diego et Zorro, interprète également le rôle du grand-père dans cet épisode (tout comme dans le suivant).
- L’arc narratif des deux épisodes a été librement adapté en roman de littérature jeunesse par l’éditeur Hachette. Il est sorti en 1991 dans la collection Bibliothèque Rose sous le titre : Zorro et la Forteresse du Diable (ISBN 978-2-01-018254-9).
- Les deux épisodes composant La Forteresse du Diable ont été diffusés le même jour.

### Épisode 23: La Forteresse du Diable 2
- États-Unis : 24 février 1991 sur The Family Channel.

- Lynsey Baxter : Rosalinda de la Fuente
- Jessica Marshall-Gardiner : Laura
- Gerry Crampton : un sergent
- Matthew Scurfield : le Commandant Manolo de la Fuente
- Ramon Estevez : Ramon Escalante
- Simon Benzakein : Alfonso Escalante

- Duncan Regehr, qui joue Don Diego et Zorro, interprète également le rôle du grand-père dans cet épisode (tout comme dans le précédent).
- Les deux épisodes composant La Forteresse du Diable ont été diffusés le même jour.
- A la fin de l’épisode, l’alcade découvre enfin l’identité secrète de Zorro mais fait une erreur et se tue. C’est la dernière apparition de l’acteur Michael Tylo dans la série.

### Épisode 24: Un pour tous et tous pour un (1)
- États-Unis : 28 avril 1991 sur The Family Channel.

- Patrice Bissonnette : Porthos
- Benedict Taylor : Athos
- Nicholas Clay : Vicomte Armand de Jussac
- Kevork Malikyan : Picotin le valet
- Sandrine Caron : Simone Dupré
- Sophie Michaud : Comtesse Amélie de Pérignon
- Carmen Estevez : une voyageuse
- Tabare Carballo : un villageois
- Andrew McKaige : D'Artagnan
- Les White : un garde du vicomte et un villageois en colère

À la suite de la mort de l’alcade, le pueblo est bien calme. Le nouvel alcade n’arrivant de Mexico que dans trois mois, Diego se rend en France pour des vacances bien méritées. Arrivé par bateau à Le Havre, il se rend en calèche à Paris et enfin à Beaumartin, un village de campagne à Bordeaux, et découvre dans ses bagages le costume de Zorro que Felipe avait caché. À son arrivée à l’auberge royal "Le Vieux Chevalier", Diego tombe en pleine bagarre générale. S’y retrouvant mêlé malgré lui, il fait la connaissance de Picotin et de son maître Porthos, l’arrière-arrière petit-fils du célèbre mousquetaire Porthos. Il y a 200 ans, pour leurs bons et loyaux services, le roi Louis XIII a offert aux Mousquetaires le château de Beaumartin, un domaine noble célèbre pour la production de vin, où ils ont passé les dernières années de leur vie ensemble, sauf Aramis qui se retira dans un monastère. Leurs descendants en ont été dépossédés lors de la Révolution française.
- Les deux épisodes ont été diffusés le même jour sous forme de film[5].
- Alors que la musique de l'ensemble de la série est composée par Jay Asher, c'est Vladimir Horunzhy qui réalise celle du double épisode Un pour tous et tous pour un[6].

### Épisode 25: Un pour tous et tous pour un (2)
- États-Unis : 28 avril 1991 sur The Family Channel.

- Patrice Bissonnette : Porthos
- Benedict Taylor : Athos
- Andrew McKaige : D'Artagnan
- Nicholas Clay : Vicomte Armand de Jussac
- Kevork Malikyan : Picotin le valet
- Sandrine Caron : Simone Dupre
- Sophie Michaud : Comtesse Amélie de Pérignon
- Les White : un garde du vicomte et un villageois en colère

- Les deux épisodes ont été diffusés le même jour sous forme de film.

### Sources principales
- Génériques des épisodes
- Saison 2 sur Internet Movie Database

### Sources secondaires
1. ↑  (en) Henry Darrow Delgado et Jan Pippins, Henry Darrow : Lightning in the Bottle, BearManor Media, 2015, 392 p. (ISBN 978-1-59393-688-4, lire en ligne)
« Efem Zimbalist, Jr. also found working in Spain difficult. »
2. ↑  (en) « Zorro #10, Marvel », sur comics.org (consulté le 15 septembre 2019)
3. ↑  (en) « Zorro #9, Marvel », sur comics.org (consulté le 15 septembre 2019)
4. ↑  (en) « Zorro #12, Marvel », sur comics.org (consulté le 3 novembre 2019)
5. ↑  (en) « The New World Zorro - Season 2 », sur newworldzorro.com (consulté le 17 novembre 2019)
6. ↑  (en) « Zorro: The Three Musketeers (Television Soundtrack) », sur vladimirhorunzhy.bandcamp.com (consulté le 17 novembre 2019)